# タンクレード (ガリラヤ公)
ガリラヤ公（またはティベリアス公）タンクレーディ（タンクレッドとも、Tancredi, イタリア語: Tancredi, フランス語: Tancrède、1072/6年　- 1112年12月5/12日）は、第1回十字軍における重要人物、最強の騎士のひとり、ゴドフロワ・ド・ブイヨンの腹心として知られる。
十字軍の遠征に参加した南イタリアのノルマン人諸侯のひとりで、後にはアンティオキア公国の摂政やガリラヤ公国の領主にもなり、レバントに成立した十字軍国家の初期の重要人物となった。

## 出生
タンクレードは善良侯オドン（Oddone di Bonmarchis）とオートヴィルのエマの間に生まれた。弟にグリエルモがいる。エマは南イタリアを征服しオートヴィル朝シチリア王国（ノルマン朝）を創始したロベルト・イル・グイスカルドとその最初の妻アルベラダ（Alberada）との間に生まれた娘である。二人の間にはエマの他にターラント公ボエモン（後のアンティオキア公ボエモン1世）が生まれている。タンクレーディはロベルトの孫、ボエモンの甥にあたる。

## 第1回十字軍

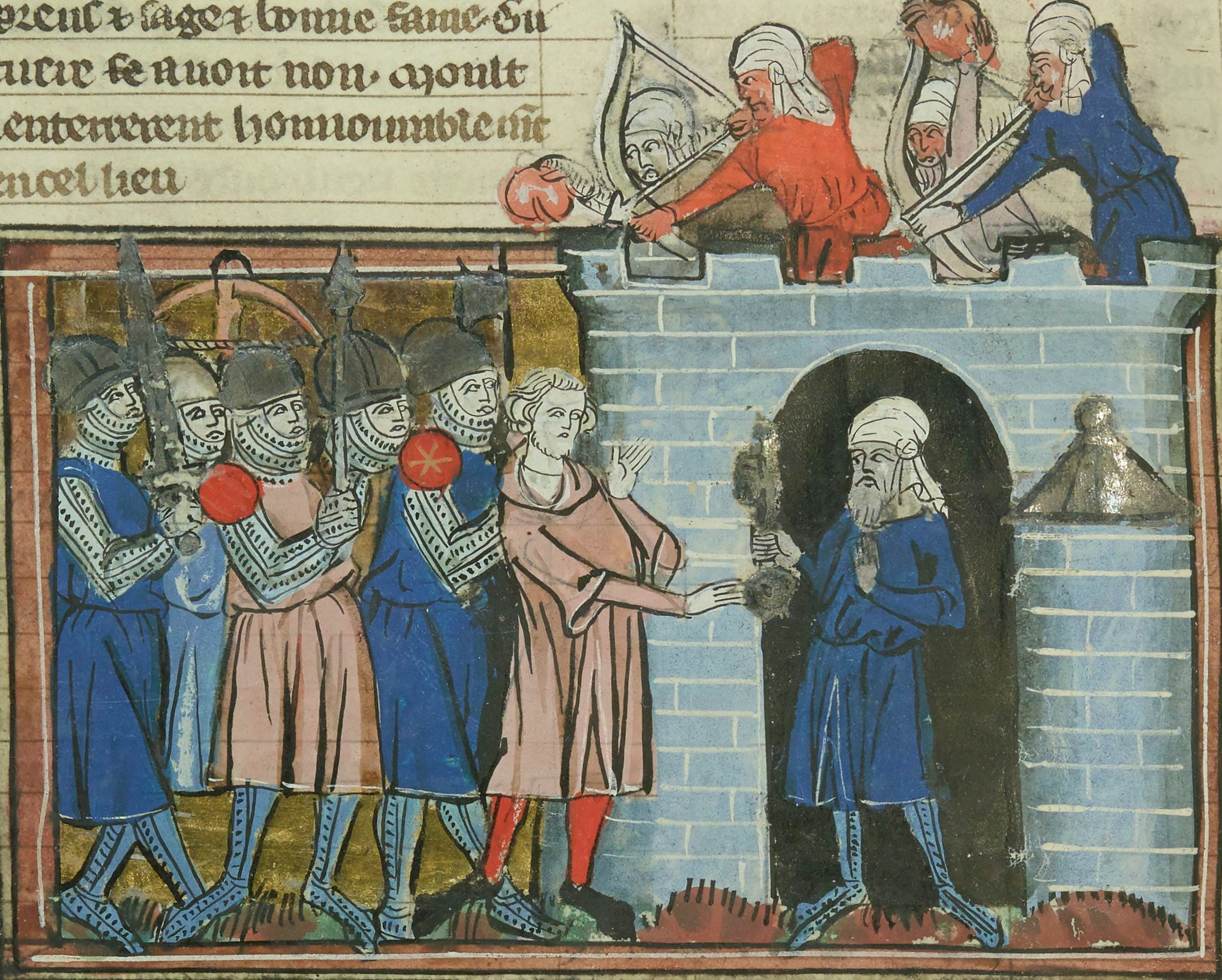
タルソスを攻めるタンクレード

1096年、叔父であるターラント公ボエモン率いるノルマン人の軍団とともに第1回十字軍に参加した。
コンスタンティノープルに到着した際、ほかの十字軍諸将と同じように東ローマ帝国皇帝アレクシオス1世コムネノスに謁見した。東ローマ帝国にとって、南イタリアやシチリア島を奪ったノルマン朝は宿敵であり、アレクシオス1世はノルマン人の参加に警戒感を隠していなかった。アレクシオス1世は十字軍の指導者たちに対し、アナトリアやレバントで征服した土地をすべて東ローマに返す誓いを立てるよう圧力をかけた。他の指導者たちは誓いを守らないつもりで宣誓を行ったが、タンクレーディはこれを拒み、後にニカイアで皇帝に会った際、ボエモンに戒められてようやく宣誓を行った。
1097年5月のニカイア攻囲戦に参加したが、アレクシオス1世の部隊はニカイアのルーム・セルジューク朝兵士やギリシア人市民らと密かに通じ、ニカイア市を十字軍ではなく東ローマ帝国に降伏させた。この出来事で十字軍は東ローマ帝国を信用できないと考えるようになる。1097年後半、タンクレーディやボードワンら一部の十字軍騎士は、東ローマ軍に案内されて小アジアを進む十字軍本隊とは分かれてそれぞれ別行動を取り、タルソスほかキリキアの平野部の都市を征服しながら東へ進んだ。のち、1097年10月から翌1098年6月までかかったアンティオキア攻囲戦に参加。攻囲戦終了後、ボエモンはアンティオキアの領有を主張し、同地に残留してアンティオキア公国を成立させ、タンクレーディはゴドフロワらとともにエルサレムを目指すこととなる。
1099年、聖地へ進むタンクレーディはレバノンの町アルカ（アルカ・カエサレア）やパレスチナの町ベツレヘムを落とした。7月にはエルサレム攻囲戦の末、十字軍はファーティマ朝が守る聖都エルサレムを陥落させた。タンクレーディとベアルン子爵ガストン4世はともにエルサレム市内一番乗りを主張している（一方、『ゲスタ・フランコルム』によれば、一番乗りを果たしたのはフランドルのトゥルネーの騎士レタルデとエンゲルベルトの兄弟だったという）。エルサレム陥落の際、神殿の丘の占領を宣言し、モスクの屋根に逃れたムスリムなどの市民らの安全を保証するため、持っていた旗を彼らに渡した。しかし結局彼らも十字軍による市内略奪の際に虐殺されることになる。『ゲスタ・フランコルム』によれば、これを知ったタンクレーディは非常に怒ったという。
十字軍兵士らが巡礼を済ませて次々と故郷へと戻るなか聖地に残り、エルサレムの"聖墓守護者"を称したゴドフロワ・ド・ブイヨンが死去するまで腹心を務めている。エルサレム王国が成立するとその封臣であるガリラヤ公国の公爵となった。

## アンティオキア公国摂政

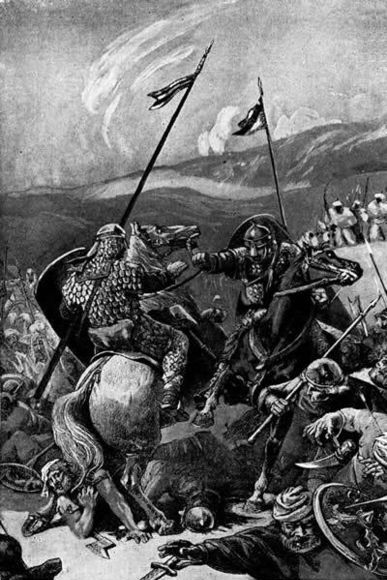
タンクレードとボエモンの十字軍での戦い

1100年、アンティオキア公の地位に納まっていたボエモン（ボエモン1世）は、北方への遠征の際、メリテネ（現在のトルコ南東部マラティヤ）でテュルク系国家ダニシュメンド朝とのメリテネの戦いに敗れ捕虜となった。これに際しアンティオキアに赴き、アンティオキア公国の摂政として留守を守ることになる。
タンクレーディは周辺のセルジューク朝系の政権や東ローマ帝国からキリキアやアレッポなどの領土を奪い、公国の領土を拡大させた。東ローマ帝国皇帝アレクシオス1世は、アンティオキア公国のこれ以上の拡大を防いでタンクレーディを自分の管理下に置くべく、アンティオキアの北ではダニシュメンド朝と結び、アンティオキアの南では十字軍国家のトリポリ伯国の成立を助けるなど、10年以上にわたり圧迫を行った。しかし結局タンクレーディはその後も東ローマ帝国に従うことはなかった。1103年にボエモン1世が釈放されるとアンティオキア公国における政権を叔父に返上した。
1104年、十字軍国家エデッサ伯国のボードゥアン2世およびアンティオキア公国のボエモン1世は共同でユーフラテス川の東方へ遠征するが、ハッラーンの戦いでモースルなどのセルジューク朝系政権に大敗した。これを機会と見たアレクシオス1世はアンティオキア公国に攻撃を行い、地中海側のラタキア港を回復し、アルメニア人らの助力も得てキリキアを取り戻した。東ではアレッポのシリア・セルジューク朝系の君主リドワーンが勢力を回復し、シリア内陸部をアンティオキア公国から奪還していった。
四方から圧迫される状況に危機感を覚えたボエモン1世は援軍を求めるために西欧へ旅立ち、タンクレーディは再びアンティオキア公国の摂政となった。またエデッサ伯のボードゥアン2世がハッラーンの戦いで捕虜となったため、エデッサ伯国の摂政をも兼任することになった。1105年にはアレッポのリドワーンと戦い、オロンテス川以東の領土をアレッポから奪い返した 。ボードゥアン2世は1107年に釈放され、エデッサ伯国の実権を取り戻そうとするボードゥアン2世との争いに敗れてアンティオキアに戻った。ラタキアを再び奪い、アンティオキア公国をシリア随一の強国とした。

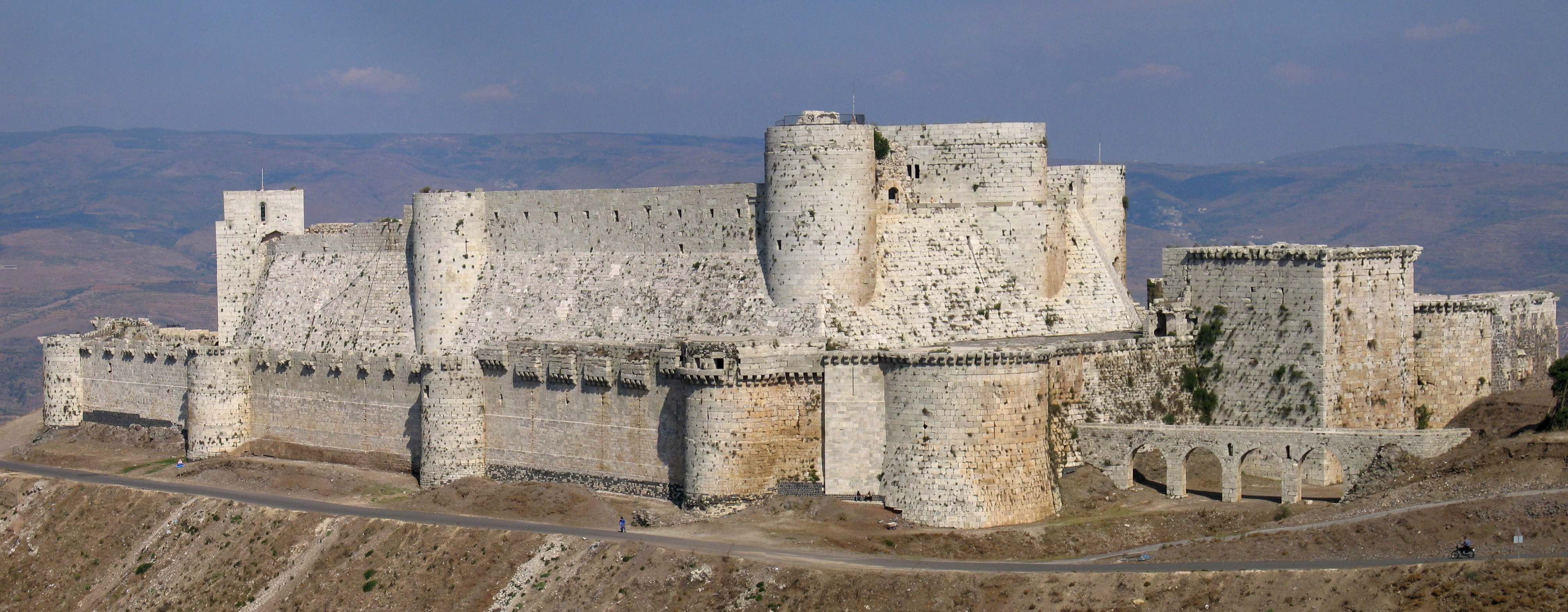
クラック・デ・シュヴァリエ

やがて、フランク人（十字軍国家の西洋人）とムスリムは共通の敵に対して、時と場合に応じて手を結ぶようになる。1108年、ムンキズ家が支配するシリア中部のシャイザル城での戦いでは、タンクレーディは贈物の馬を得て、兵を引き揚げている。シャイザル側の使者であった詩人ウサマ・イブン・ムンキズ Usamah ibn Munqidh）の記録では、馬を連れてきたクルド人の若者の美貌をたたえ、後に彼を捕虜にしたとしても必ず釈放しようと約束する。しかしこのアンティオキア摂政は約束をたがえ、後に彼を捕虜とした際には閉じ込めて拷問し右目をくりぬいたという。シャイザルはアンティオキア公国とトリポリ伯国の中間にあたり、タンクレーディはたびたびこの城を囲んだ。1111年にはバグダードのセルジューク朝本家がシリアへ遠征軍を送った。途中シャイザルからの救援要請でセルジューク軍はアレッポからシャイザルに向かったが、タンクレーディもエルサレム王国やトリポリ伯国、エデッサ伯国に支援を要請し、シャイザルで戦った。戦いは両者引き分けに終わり、補給を断たれた十字軍国家側は撤退し、セルジューク朝側も一つも町を取り戻さないままバグダードへ退却した。タンクレーディはシャイザールの近くに城を建て、監視を行わせた。
1108年、西欧に戻っていたボエモン1世は再び軍を募って今度は東ローマ帝国を攻撃するが敗北し、アレクシオス1世とマケドニアのデヴォル川沿いにあったデヴォル（デアボリス、Deabolis/Devol、現アルバニア領）の町でデヴォル条約を結んだ。ボエモン1世はアレクシオス1世に臣従することを誓い、アンティオキア公国は東ローマ帝国の封臣国家であると約束した。しかしアンティオキアに残っていたタンクレーディはこの条約を拒んだ。この後数十年、アンティオキア公国は東ローマ帝国からの独立を保ち続けることになる。1110年、タンクレーディはホムス西方の峠を抑える要衝であるクラック・デ・シュヴァリエを占領した。この城は後にトリポリ伯国の、さらに聖ヨハネ騎士団の重要拠点となる。
1111年、ボエモン1世が南イタリアのプーリアで没すると、プーリアにいるボエモン1世の遺児ボエモン2世を立てて摂政を続けた。タンクレーディは1112年に腸チフスの流行で没した。タンクレーディは、フランス王フィリップ1世とベルトラード・ド・モンフォールとの間の娘セシールと結婚しているが、子供はいなかった。アンティオキアの摂政は、甥にあたる姉妹アルトルーデとリッカルド・ディ・サレルノ（プリンチパート伯グリエルモの子）の子のサレルノ伯ルッジェーロが継いだ。

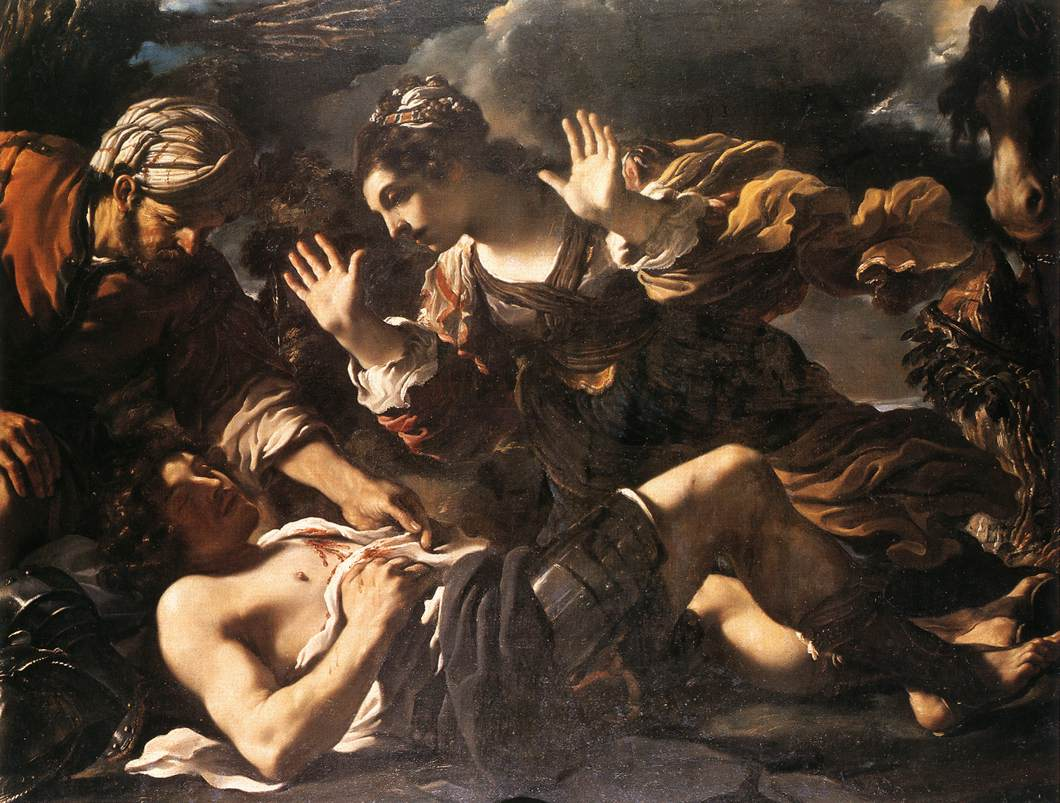
グエルチーノ の『エルミニアと傷ついたタンクレディ』。1619年、ドーリア・パンフィーリ美術館所蔵。エルミニアは『解放されたエルサレム』に登場するアンティオキアの王女で、架空の人物

『ゲスタ・タンクレーディ』（Gesta Tancredi）は年代記作家・カンのラウル（Raoul de Caen / Ralph of Caen）がラテン語で書いた伝記である。ラウルはノルマン人で、十字軍に参加しボエモン1世およびタンクレーディの下に仕えた。

## タンクレーディを題材にした作品

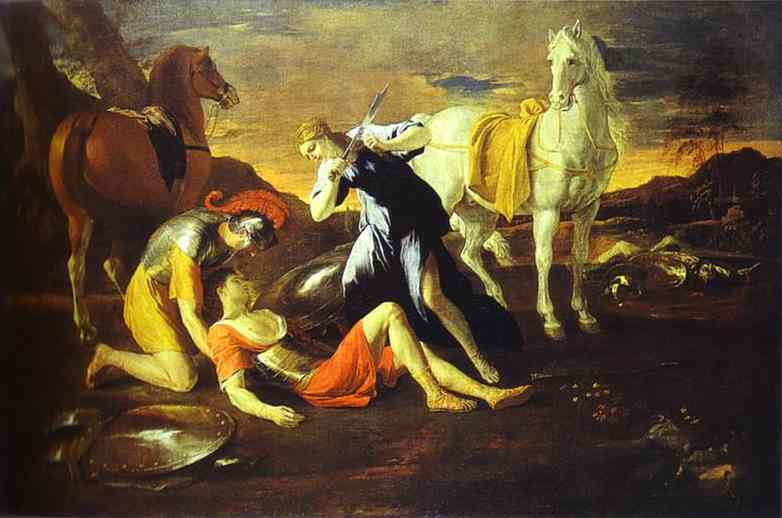
ニコラ・プッサンの『タンクレーディとエルミニア』。1631年、エルミタージュ美術館所蔵

タンクレードは、16世紀の詩人トルクァート・タッソの作品、『解放されたエルサレム』に登場している。タンクレーディ（タンクレード）は叙事詩的な英雄として描かれ、二人の架空の人物、異教徒の女性戦士クロリンダとアンタキア（アンティオキア）の王女エルミニアに愛されることになる。『解放されたエルサレム』は後に多くの楽曲や絵画の題材になったが、クラウディオ・モンテヴェルディは1624年に、この叙事詩の一部を使い『タンクレディとクロリンダの闘い』（Il Combattimento di Tancredi e Clorinda）を作曲した。

## 英語版参考文献
- Robert Lawrence Nicholson, Tancred: A Study of His Career and Work. AMS Press, 1978.
- Peters, Edward, ed., The First Crusade: The Chronicle of Fulcher of Chartres and Other Source Materials, (Philadelphia: University of Pennsylvania Press, 1998)
- Hunn, Stuart - The Life and Times of Tancred (Penguin Publishing 1985)
- Smail, R. C. Crusading Warfare 1097-1193. New York: Barnes & Noble Books, (1956) 1995. ISBN 1-56619-769-4